# Heilige Dreifaltigkeit (Engfurt)

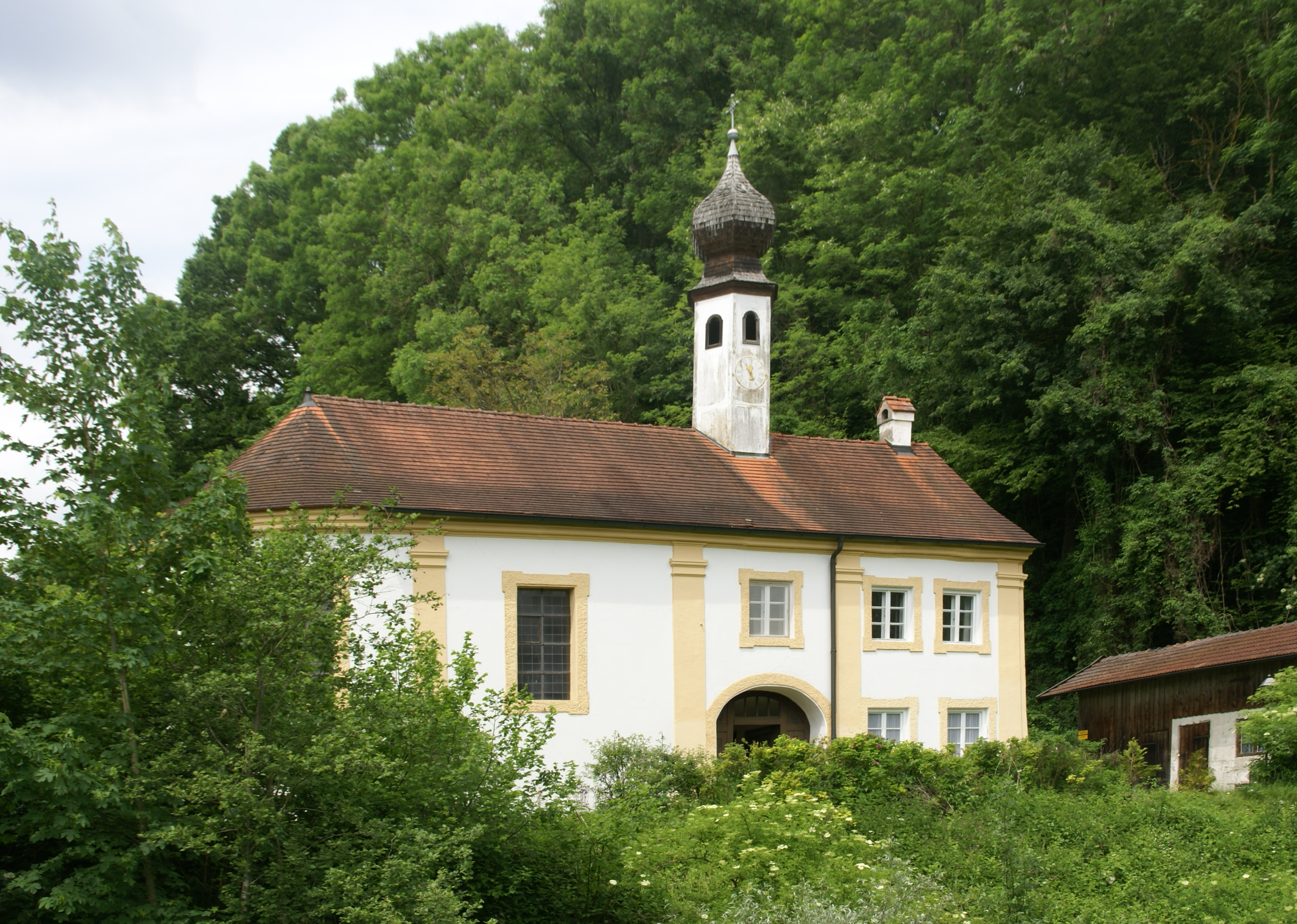
Heilige Dreifaltigkeit in Engfurt

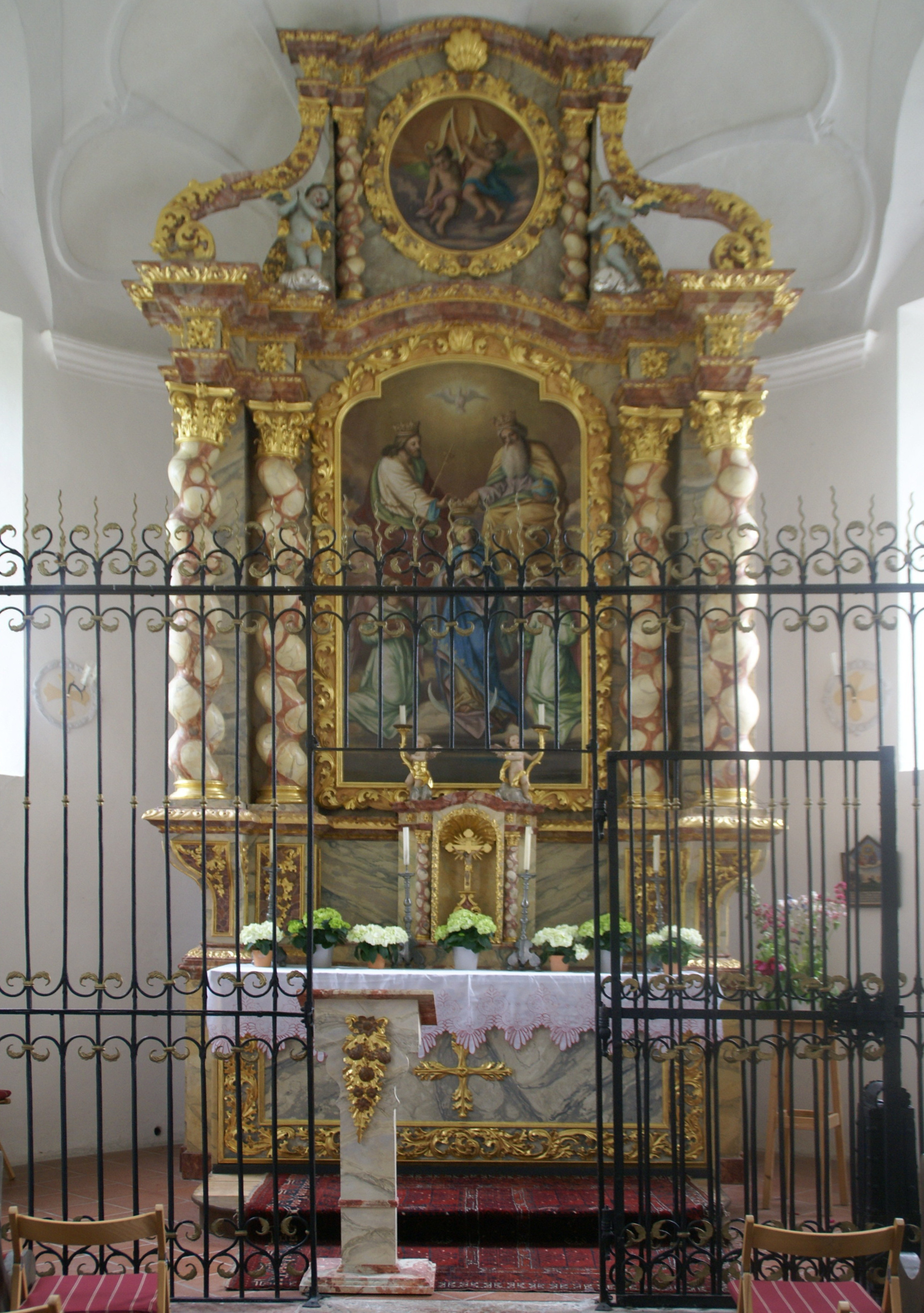
Altar

Der Gebäudekomplex aus der römisch-katholischen Kapelle Heilige Dreifaltigkeit und einem Wohngebäude steht in Engfurt, einem Gemeindeteil der Stadt Töging am Inn im oberbayerischen Landkreis Altötting. Das Bauwerk ist in der Liste der Baudenkmäler in Töging am Inn als Baudenkmal unter der Nr. D-1-71-132-12 eingetragen.

## Beschreibung
Der Gebäudekomplex wurde 1718 anstelle einer 1652 näher an der Isen gebauten Einsiedelei errichtet. Die Kapelle besteht aus einem Langhaus und einem halbrund geschlossenen Chor im Süden. Aus dem Satteldach zwischen Langhaus und Wohngebäude erhebt sich ein sechseckiger, mit einer schindelverkleideten Zwiebelhaube bedeckter Dachreiter, der den Glockenstuhl enthält. 
Der Innenraum des Langhauses ist mit einem Stichkappengewölbe überspannt. Der Altar wird beidseitig von zwei gedrehten Säulen flankiert. Auf dem Altarretabel ist die Trinität dargestellt.